# Trình Kỳ
Trình Kỳ (chữ Hán: 程畿, ? – 222), tên tự là Quý Nhiên, người huyện Lãng Trung, quận Ba Tây , là quan nhà Thục Hán thời Tam Quốc trong lịch sử Trung Quốc.

## Cuộc đời và sự nghiệp
Thời Lưu Chương nắm quyền Ích Châu, Trình Kỳ làm huyện trưởng huyện Hán Xương. Trong huyện có người Tung vốn là giống người mạnh mẽ, xưa Hán Cao Tổ dùng họ để bình định Quan Trung. Thái thú Ba Tây là Bàng Hi thấy thiên hạ nhiễu loạn, muốn tổ chức lực lượng để tự vệ, nên chiêu hợp bộ khúc. Có kẻ gièm với Lưu Chương, nói Hi muốn phản, Chương ngầm nghi ngờ ông ta. Hi nghe được, rất sợ, mưu tính cát cứ, sai con trai Trình Kỳ là Trình Úc – đang làm lại ở quận – tuyên chỉ lệnh cho ông tập hợp người Tung để giúp mình. Kỳ khuyên Hi cứ dốc lòng thành thật mà làm việc, không nên vì sợ hãi mà sinh lòng khác, lại dặn Úc rằng mình cần phải trọn tiết với châu mục, còn Úc vẫn phải tận tâm phụng sự Hi, không thể vì quan hệ cha con mà thay lòng. Hi lại sai người nói với Kỳ: "Con mày ở quận, không theo thái thú, nhà sẽ gặp vạ." Kỳ đáp: "Xưa Nhạc Dương làm tướng, uống canh hầm con mình, không phải cha con hết tình, mà đại nghĩa phải như vậy. Nay nếu nhận canh hầm con mình, tôi sẽ uống." Hi biết là Kỳ không khuất phục, đành giãi bày với Lưu Chương sự vô tội của mình. Chương nghe được việc này, thăng Kỳ làm thái thú Giang Dương.
Lưu Bị chiếm Ích Châu, vời Trình Kỳ làm Tòng sự tế tửu. Năm 221, ông theo Hán Chiêu Liệt đế Lưu Bị đánh Đông Ngô. Đầu năm sau (222), quân Thục đại bại, Kỳ theo đường thủy rút lui. Có kẻ đề nghị bỏ thuyền lớn mà đi thì mới thoát được, Kỳ đáp: "Ta ở trong quân, chưa từng chạy trốn địch, huống hồ lúc này thiên tử đang gặp nguy hiểm." Thủy quân Ngô đuổi kịp, Kỳ cầm kích ra đánh, không chống nổi mà chết.
Lãng Trung huyện chí có chép cố sự về Kỳ, cho biết người Thục lập Vũ Hầu từ, Hoàn Hầu từ đều tạc tượng của ông trong đó.